# Ugo di Morville
Ugo di Morville (... – intorno al 1173) fu un cavaliere anglo-normanno al servizio di re Enrico II d'Inghilterra alla fine del XII secolo. È famoso soprattutto per essere stato uno degli assassini di Tommaso Becket, arcivescovo di Canterbury, nel 1170. Egli fu signore di Westmorland e di Knaresborough.

## Biografia

### Westmorland
Si ritiene che Ugo fosse il figlio maggiore di Ugo di Morville, conestabile di Scozia. Appare al servizio del re Enrico dal 1158. Lo storico dell'Università di Edimburgo Geoffrey WS Barrow identifica due documenti che furono rilasciati dal giovane Ugo in qualità di signore di Westmorland, una delle quali fu letto ad alta voce alla sua corte nel suo castello di Appleby sull'alto fiume Eden. Uno dei testimoni era Harvard di Malnurs, conestabile del castello di Knaresborough; il raro "cognome" Malnurs potrebbe riferirsi a una frazione nella provincia francese settentrionale del Maine, ora chiamata La Malnoyere a La Rouaudière. Reginaldo di Beauchamp, testimone di entrambi i documenti, potrebbe essere stato un parente della madre di Ugo, Beatrice, figlia di Roger di Beauchamp di Bedford.
Un altro menzionato, Pietro di Lacelas, sembra essere un parente di Gerardo di Lacelles e di suo figlio Alan, che erano dei consolidati affittuari dei Morville nel Westmorland. Alan di Lascelles fu catturato con il suo signore durante l'assedio del castello di Alnwick nel luglio 1174. I Lascelles erano legati ai Beauchamp piuttosto che con i Morville, poiché i Loucelles, da cui deriva il nome, era uno dei piccoli gruppi di parrocchie tra Bayeux e Caen da cui i Beauchamps di Bedford traevano i loro vassalli di rango cavalleresco.

### L'omicidio di Becket: scomunica ed esilio
Ugo di Morville e altri tre cavalieri di re Enrico II, Reginaldo Fitzurse, Guglielmo di Tracy e Riccardo le Breton (o de Briton), organizzarono l'omicidio di Tommaso Becket dopo aver interpretato come un ordine le parole dettate dalla rabbia del re. Il 29 dicembre 1170 assassinarono l'arcivescovo nella cattedrale di Canterbury. Dopo che Enrico consigliò loro di fuggire in Scozia, si rifugiarono nel castello di Knaresborough, posseduto da Ugo.
Ugo di Morville, Riccardo de Brito e Guglielmo di Tracy costruirono una chiesa ad Alkborough, vicino a Scunthorpe nell'odierno North Lincolnshire, dove, fino al 1690, una pietra incisa sul presbiterio registra il beneficio. Questo atto non riuscì tuttavia a impressionare papa Alessandro III, che scomunicò Tracy e gli altri assassini il giovedì santo, il 25 marzo 1171. Tracy pagò lo scutage sulle sue terre nel 1171 e partì per Roma dopo la fine di settembre, ma prima della spedizione di Enrico II in Irlanda in ottobre. La partenza di Ugo di Morville e degli altri cavalieri a Roma fu ritardata fino a quando due di loro, FitzUrse e Morville, presero parte alla ribellione contro il re nel 1173–74. Gli assassini dell'arcivescovo ottennero finalmente l'udienza dal papa, il quale, nonostante la loro penitenza, decretò che dovessero essere esiliati e combattere "in armi cavalleresche nel Tempio per 14 anni" a Gerusalemme, per poi tornare a Roma dopo il tempo stabilito.

### Il nipote, vassallo di Riccardo I d'Inghilterra
Un certo Ugo di Morville, figlio di Simone e nipote di Ugo l'Assassino, appare al servizio del re crociato Riccardo I negli anni '90 del XII secolo. Rimase ostaggio di Riccardo nel 1194 quando il re fu catturato dall'imperatore Enrico VI. Il poeta tedesco Ulrico di Zatzikhoven scrisse che un certo Huc von Morville aveva portato con sé il manuale in lingua francese per la sua storia d'amore Lanzelet (Lancillotto). Dahood trova improbabile che Ugo di Knaresborough fosse lo stesso individuo.

## Morte e sepoltura
Il viaggio di Guglielmo di Tracy verso la Terra Santa è confermato da Romualdo, arcivescovo di Salerno, e da Ruggero di Hoveden, i quali riferiscono che il papa incaricò i cavalieri, una volta adempiuti i loro doveri, di visitare i luoghi santi a piedi nudi e in cilicio e poi di vivere in solitudine per il resto della loro vita sulla Montagna Nera (Monti Nur?), vicino ad Antiochia, trascorrendo il loro tempo in veglia e preghiera. Romualdo continua affermando che, dopo la loro morte, i corpi dei cavalieri furono sepolti a Gerusalemme davanti alla porta del Tempio, anche se ciò non corrisponde esattamente alla tradizione secondo cui gli assassini furono sepolti sotto il portico di fronte alla moschea di Al-Aqsa, che all'epoca era il refettorio dei Templari. Un'altra tradizione tradizione vuole che i corpi dei cavalieri siano stati riportati all'isola di Brean Down, al largo della costa di Weston-super-Mare, e lì sepolti.
La signoria di Westmorland passò alla sorella di Ugo (alcune fonti dicono nipote), Maud, nel 1174; tenne le terre fino all'espiazione di Ugo.